# 林宇萍
林宇萍（1992年2月28日—），广东湛江人，中国女子职业足球运动员。曾随中国国家队参加2019年世界杯女子足球赛和2020年夏季奥林匹克运动会。